# The Masked Dancer (émission de télévision)
Pour les articles homonymes, voir The Masked Dancer.
The Masked Dancer est une émission de télévision dédiée à la compétition de danse type télé crochet. La série a été diffusée pour la première fois sur la Fox le 27 décembre 2020. Elle est une dérivée du format qui est basée sur le format sud-coréen King of Mask Singer.
L'émission est animée par Craig Robinson et présente des célébrités dansant dans un costume et un masque facial qui dissimule leur identité aux autres concurrents, aux panélistes et au public.

## Casting
Animation
- Craig Robinson, humoriste, acteur et chanteur

Juges
- Ken Jeong, humoriste, comédien et médecin, déjà juge sur The Masked Singer US et The Masked Singer UK
- Paula Abdul, danseuse, chorégraphe et chanteuse
- Brian Austin Green, acteur révélé par Beverly Hills, 90210, ayant participé à The Masked Singer 4
- Ashley Tisdale, actrice, chanteuse, et productrice exécutive, révélée par High School Musical

Juges invités
- Mayim Bialik, comédienne ayant interprété le rôle d'Amy Farrah Fowler dans The Big Bang Theory

## Candidats
Légendes

### Saison 1
| Barbe à papa     | Gabby Douglas       | Championne olympique de gymnastique               |  |  |  |  |  |  |  |  |  |  |  |  |
| Paresseux        | Maksim Chmerkovskiy | Danseur professionnel de Dancing with the Stars   |  |  |  |  |  |  |  |  |  |  |  |  |
| Tulipe           | Mackenzie Ziegler   | Danseuse et vedette de télévision                 |  |  |  |  |  |  |  |  |  |  |  |  |
| Zèbre            | Oscar de la Hoya    | Champion olympique de boxe                        |  |  |  |  |  |  |  |  |  |  |  |  |
| Oiseau exotique  | Jordin Sparks       | Chanteuse et actrice                              |  |  |  |  |  |  |  |  |  |  |  |  |
| Requin-marteau   | Vinny Guadagnino    | Vedette de Bienvenue à Jersey Shore               |  |  |  |  |  |  |  |  |  |  |  |  |
| Criquet          | Brian McKnight      | Chanteur et producteur pop et R&B                 |  |  |  |  |  |  |  |  |  |  |  |  |
| Papillon de nuit | Elizabeth Smart     | Activiste et chroniqueuse de Good Morning America |  |  |  |  |  |  |  |  |  |  |  |  |
| Glaçon           | Bill Nye            | Scientifique et animateur de télévision           |  |  |  |  |  |  |  |  |  |  |  |  |
| Boule à facettes | Ice-T               | Rappeur et acteur dont New York, unité spéciale   |  |  |  |  |  |  |  |  |  |  |  |  |

- Bill a participé à la saison 17 de Dancing with the Stars
- Brian a participé à la saison 2 de The Celebrity Apprentice.
- Mackenzie a participe à la saison 1 de Dancing with the Stars Juniors.

Célébrités de la saison 1
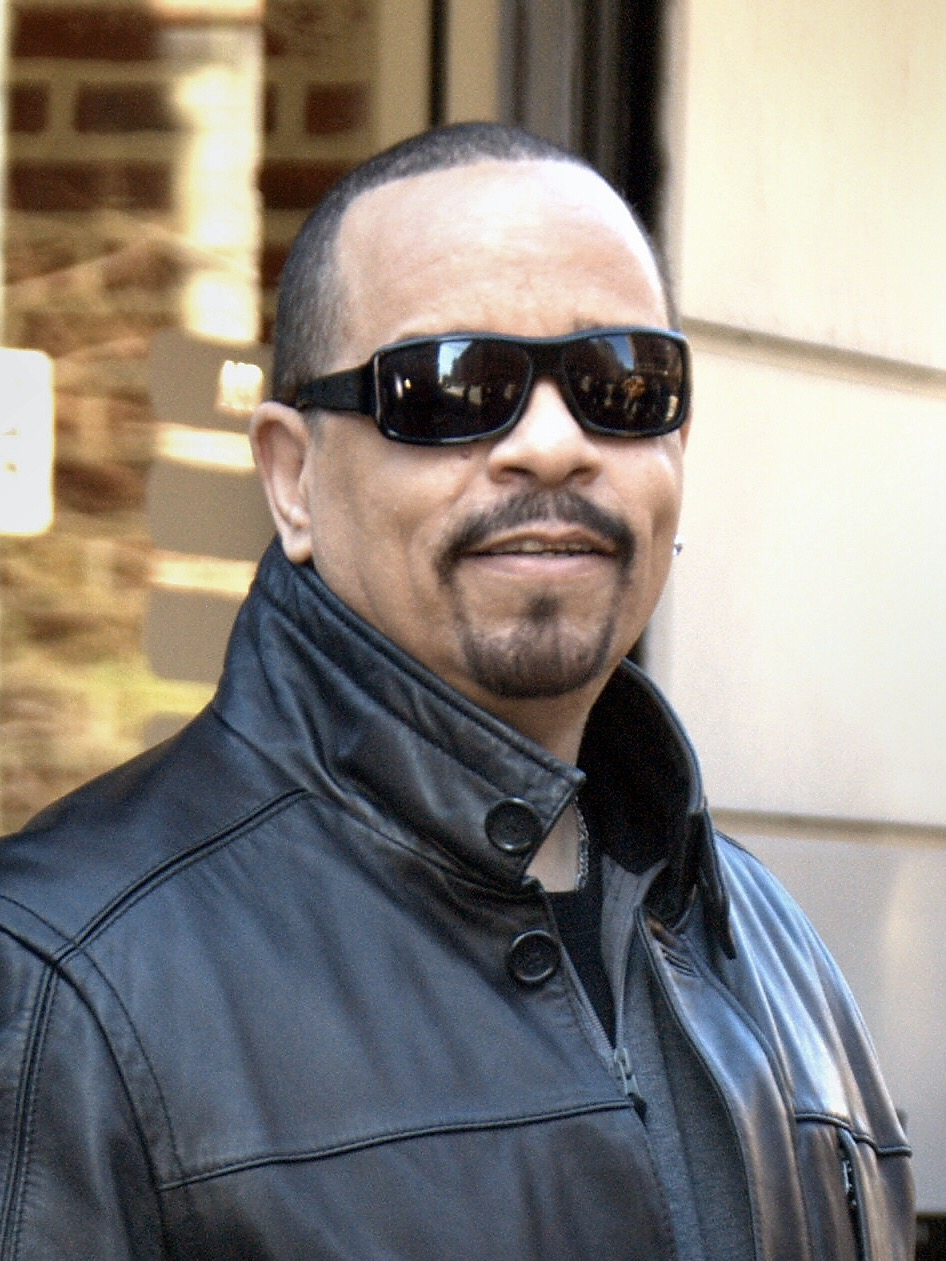
Ice-T
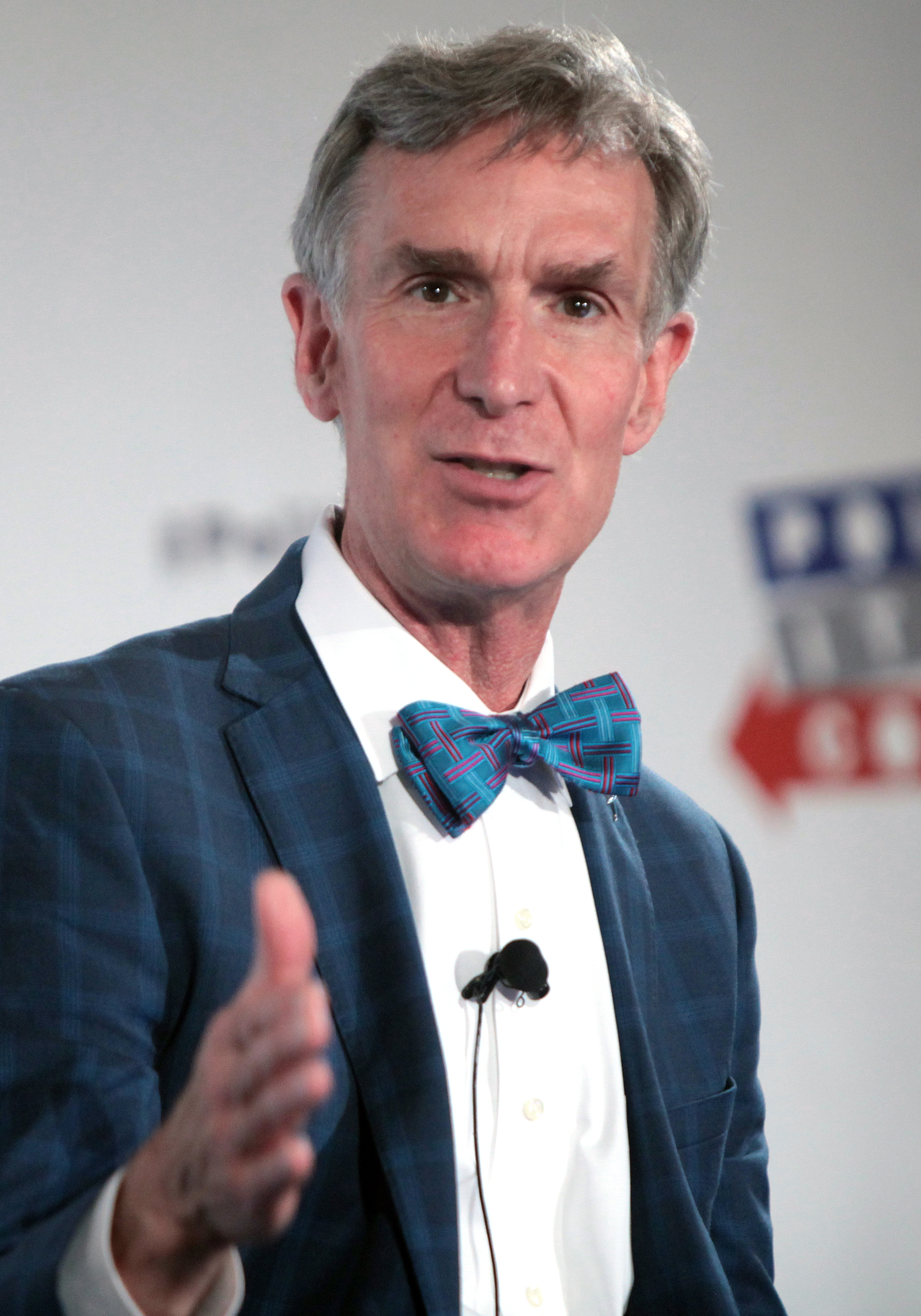
Bill Nye
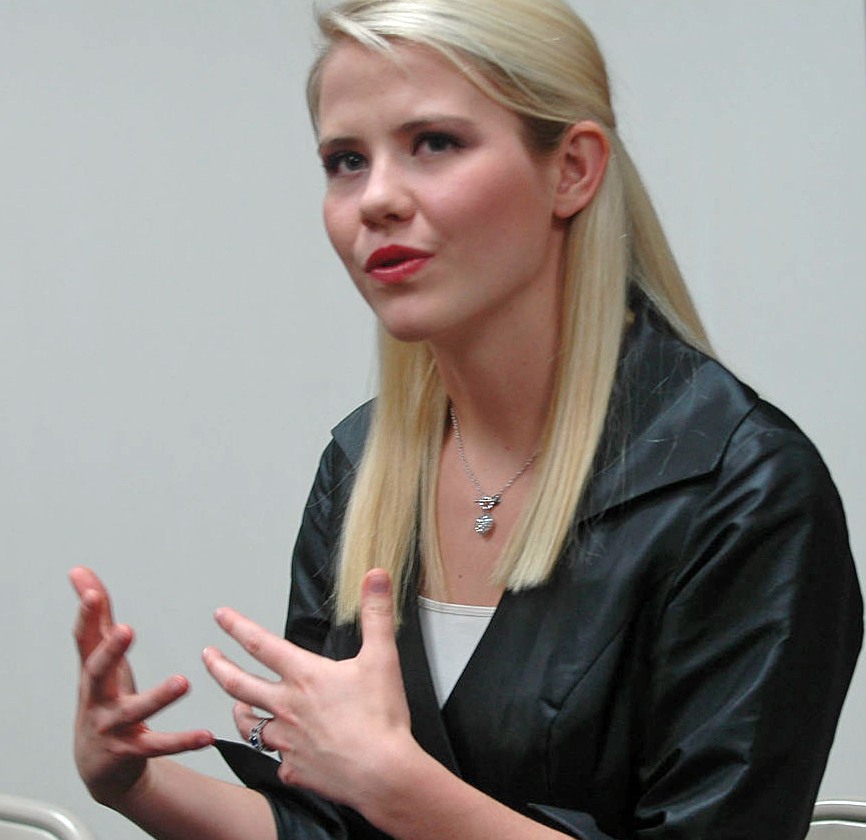
Elizabeth Smart
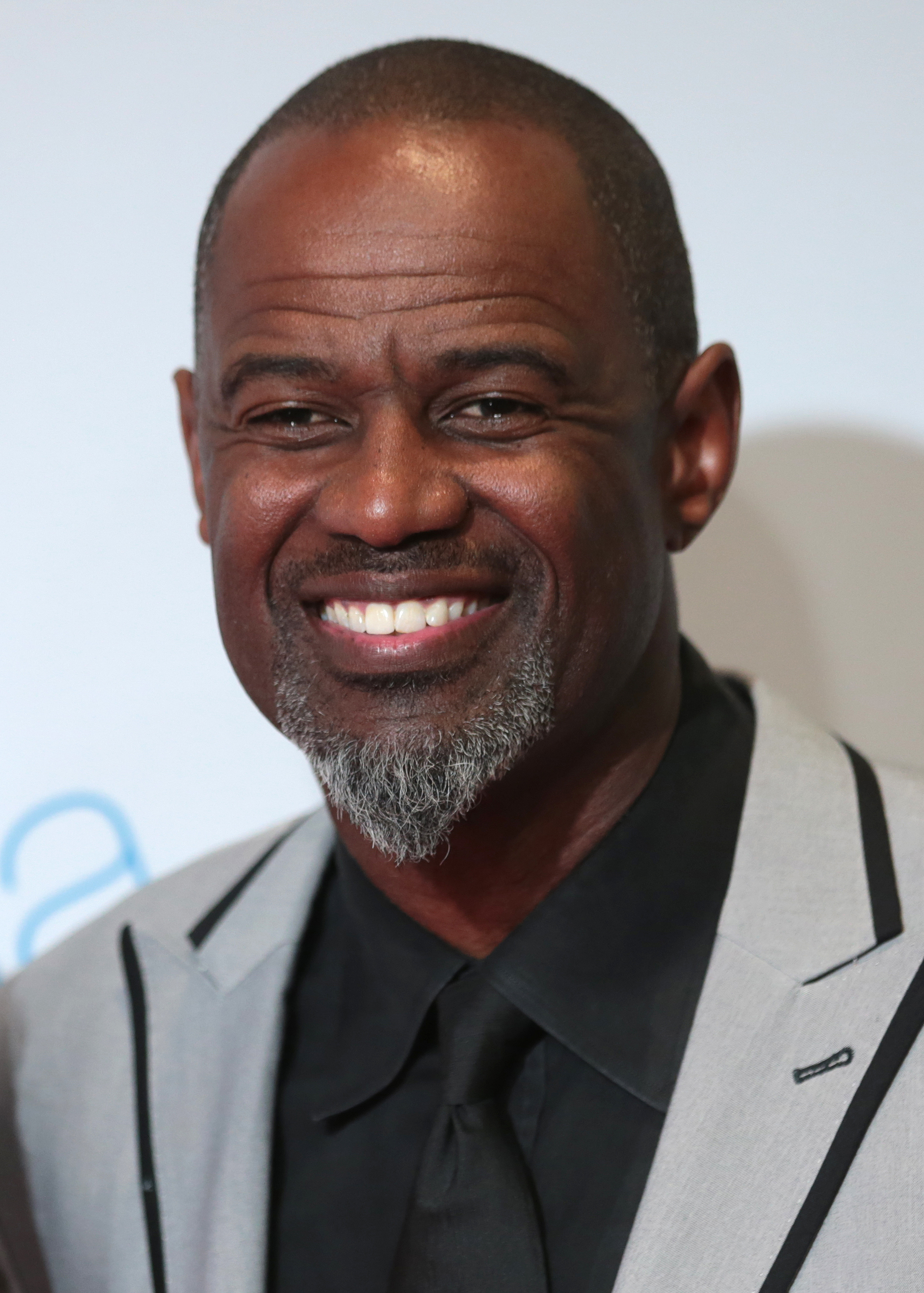
Brian McKnight
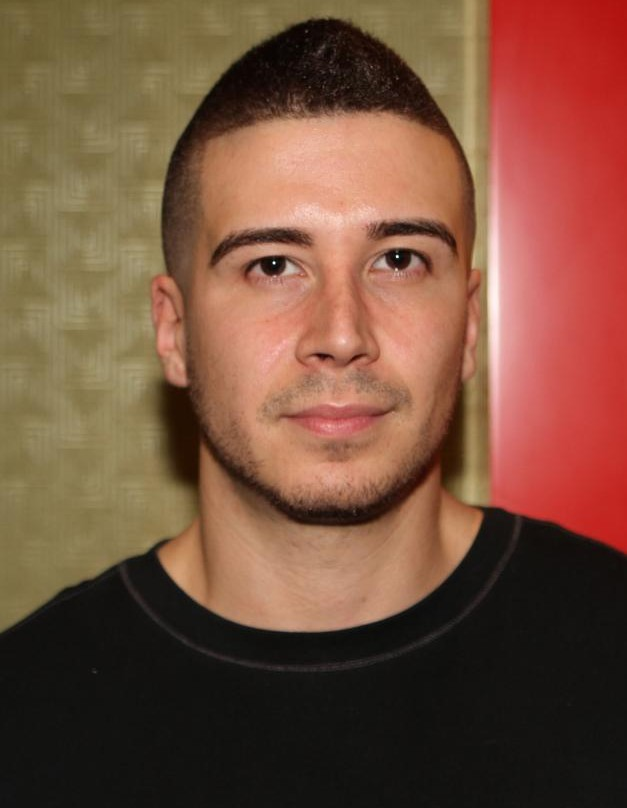
Vinny Guadagnino
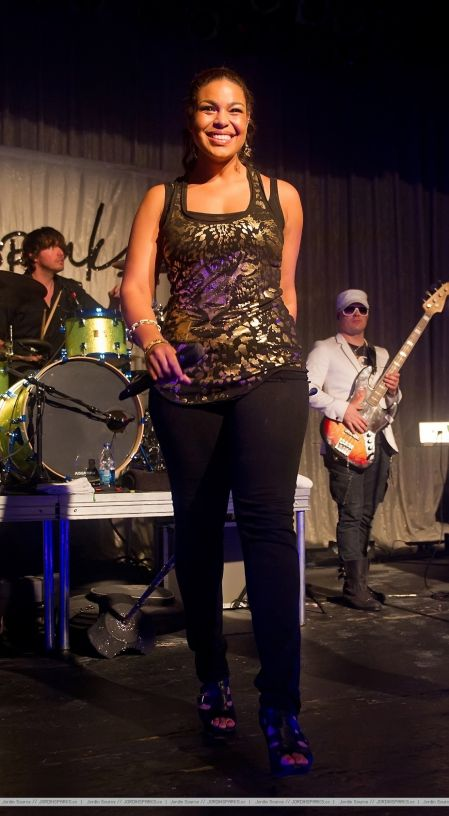
Jordin Sparks
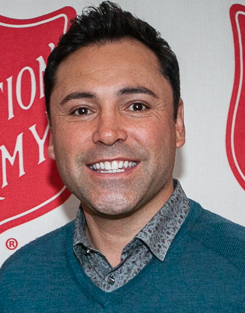
Oscar de la Hoya
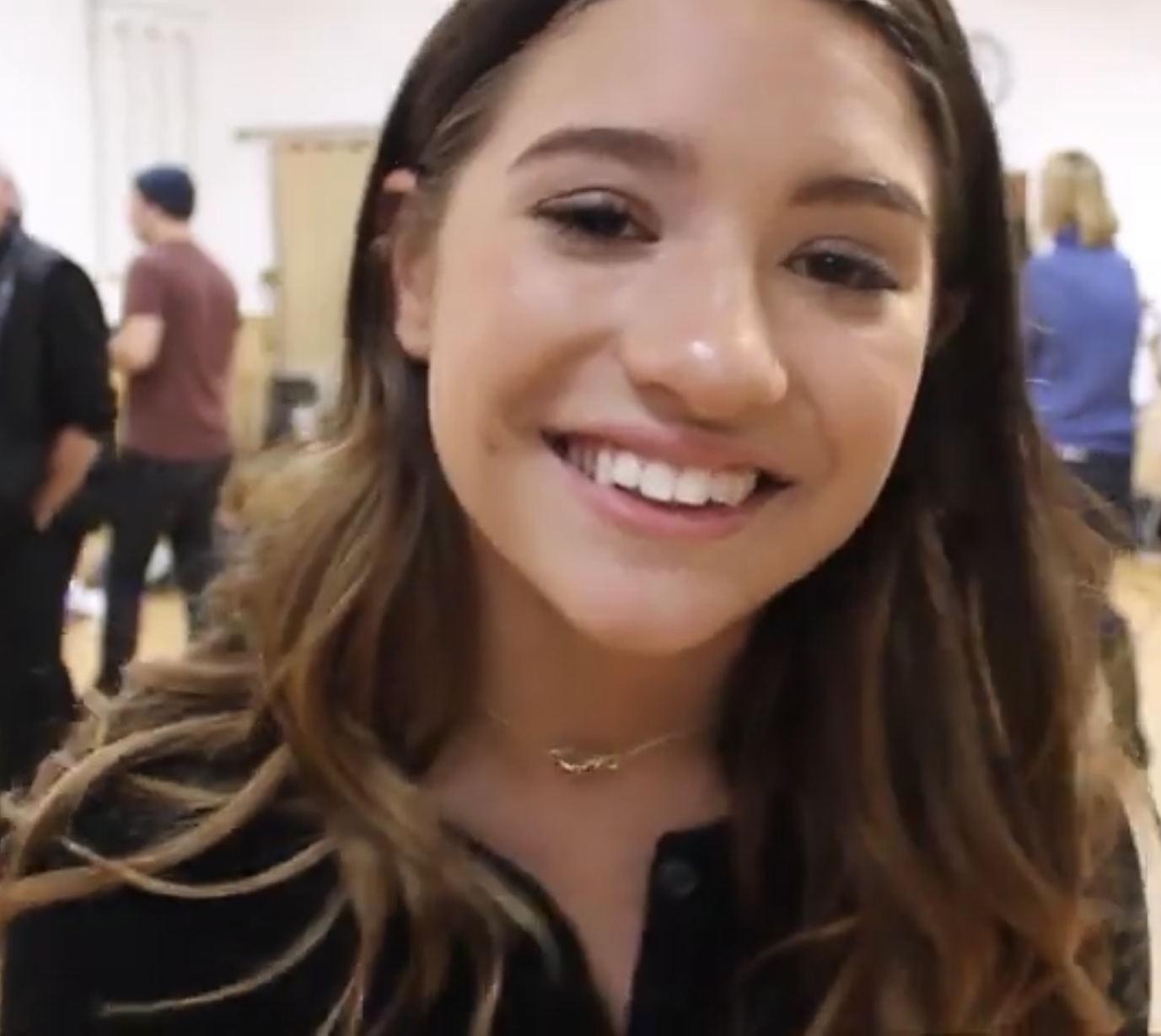
Mackenzie Ziegler
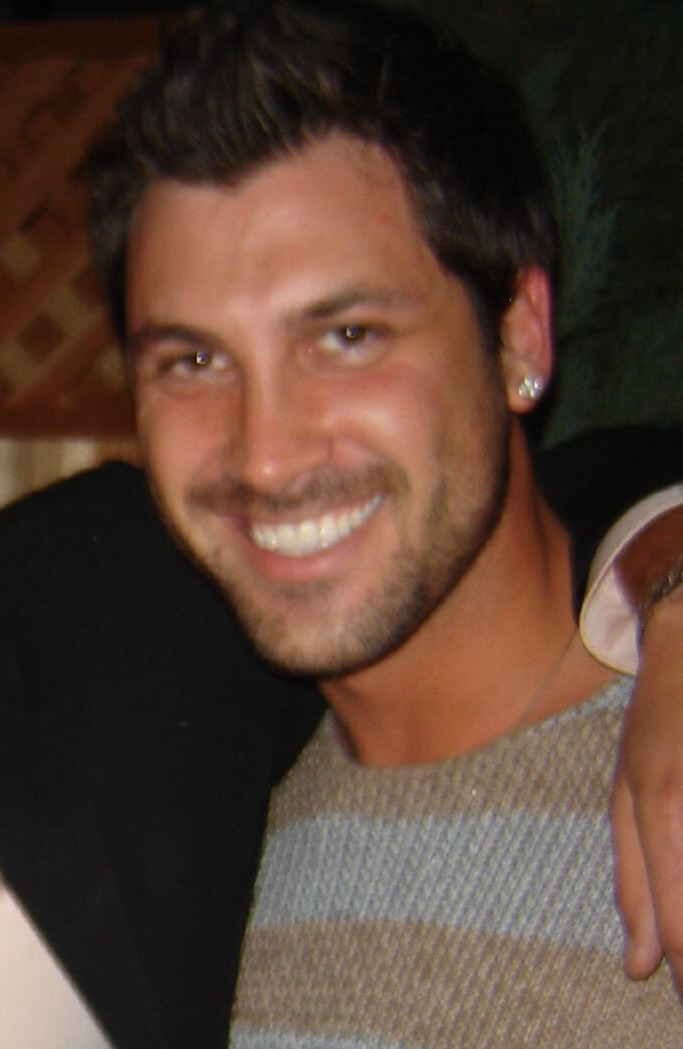
Maksim Chmerkovskiy
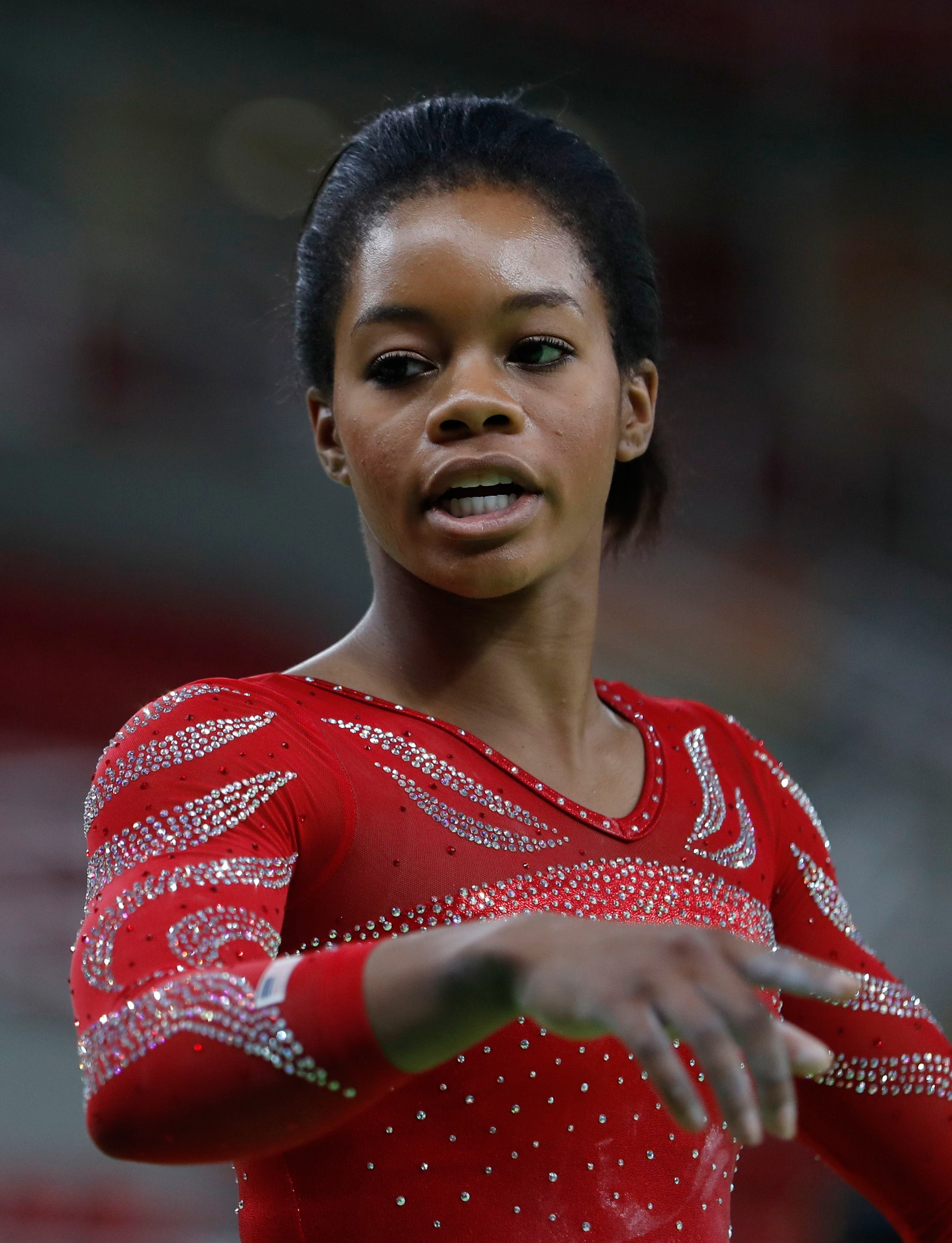
Gabby Douglas